# Alzey
Alzey [ˈʔalt͜sai] ⓘ ist eine verbandsfreie Stadt mit knapp 20.000 Einwohnern und Sitz der Kreisverwaltung des Landkreises Alzey-Worms in Rheinhessen im südöstlichen Rheinland-Pfalz. Alzey zählt zu den Nibelungenstädten, da die Stadt im Nibelungenlied durch Volker von Alzey erwähnt wird. Daher wird Alzey auch Volkerstadt genannt.

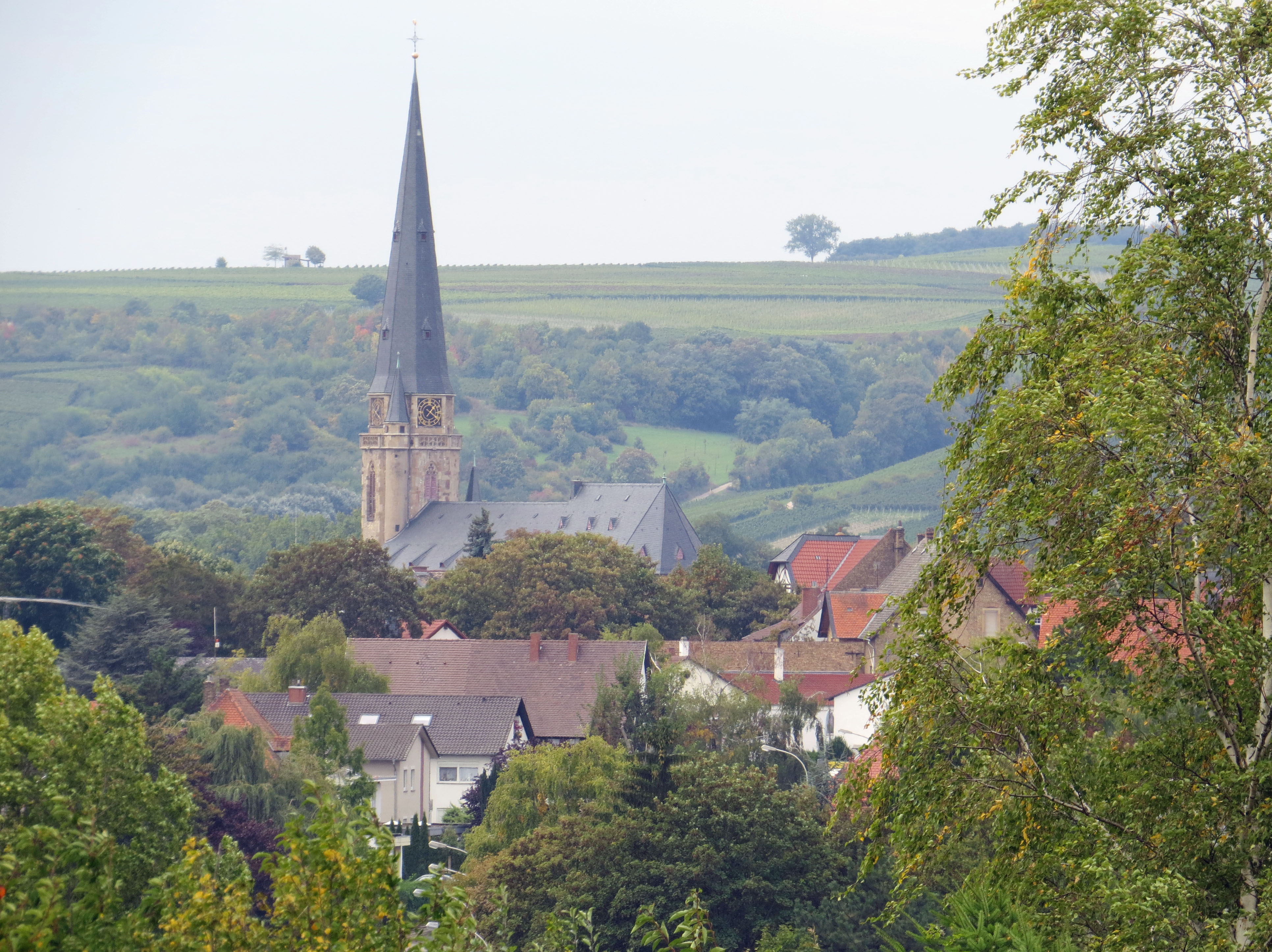
Alzey – Altstadt mit Stiftskirche von Osten

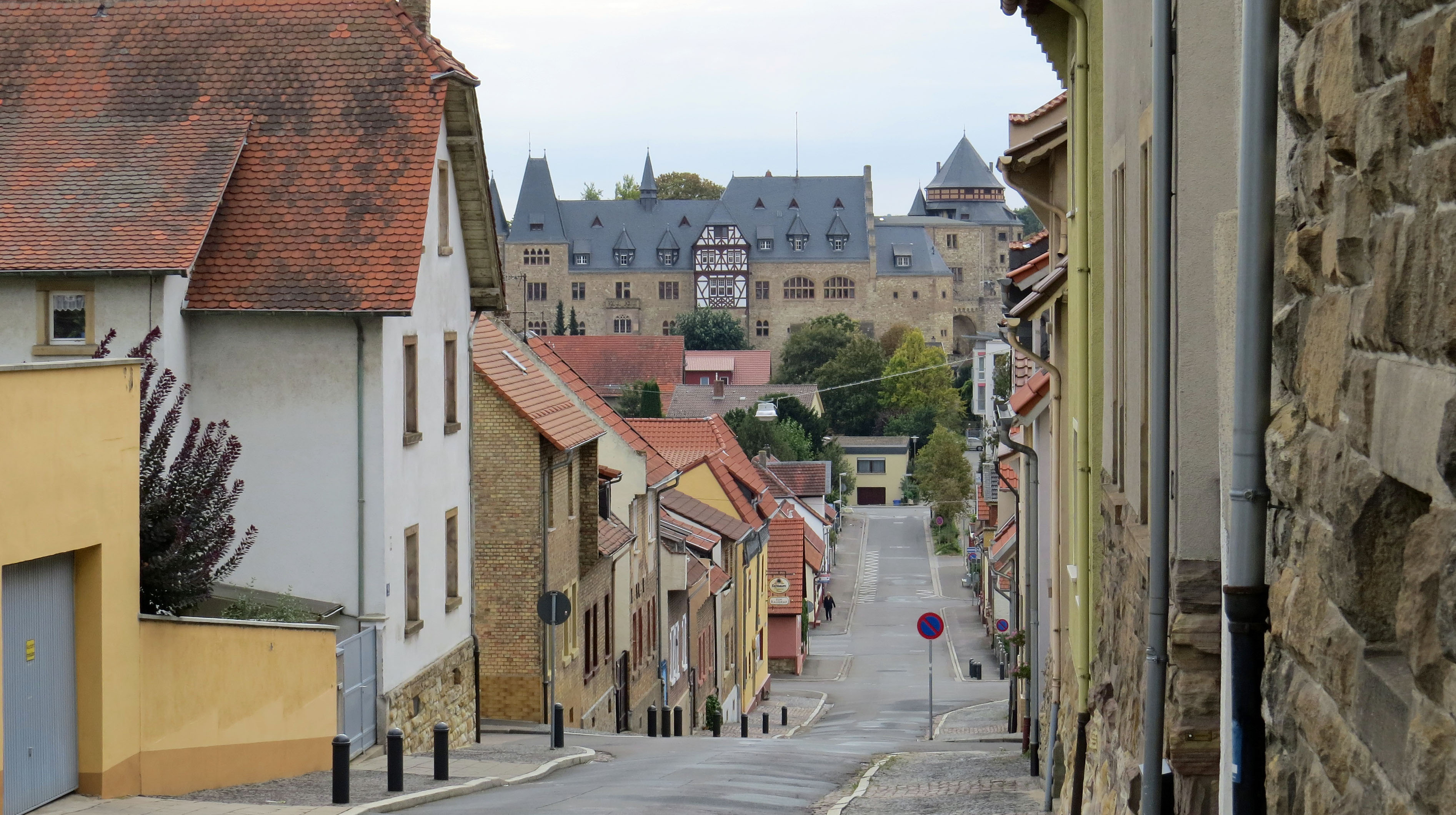
Raugrafenstraße mit Schloss

Die Stadt war vom 3. bis 5. Juni 2016 Ausrichterin des 33. Rheinland-Pfalz-Tages.

## Geographie

### Lage
Alzey liegt am Westrand des Nordteils der Oberrheinischen Tiefebene. Es ist vom Nordteil des Alzeyer Hügellands umgeben, an das sich nördlich das Rheinhessische Hügelland und westlich das Nordpfälzer Bergland anschließt. Die Stadt befindet sich etwa 30 km südwestlich von Mainz und etwa 22 km (jeweils Luftlinie) nordwestlich von Worms. Durch Alzey fließt, teilweise unterirdisch, ein Abschnitt der Selz, ein linker Nebenfluss des Rheins.

### Nachbargemeinden
Nachbarorte von Alzey sind die Ortsgemeinden Albig im Norden, Framersheim im Nordosten, Gau-Heppenheim im Osten, Eppelsheim im Südosten, Kettenheim, Wahlheim und Freimersheim im Süden, Mauchenheim und Offenheim im Südwesten, Erbes-Büdesheim im Westen sowie Bornheim, Lonsheim und Bermersheim vor der Höhe im Nordwesten.

### Stadtgliederung
Stadtteile und zugleich Ortsbezirke von Alzey sind neben der gleichnamigen Kernstadt (alphabetisch sortiert): Dautenheim im Ostsüdosten, Heimersheim im Nordwesten, Schafhausen im Nordosten und Weinheim im Westsüdwesten.

### Klima
Der Jahresniederschlag beträgt 586 mm.

## Geschichte

### Von der Jungsteinzeit bis zur Römerzeit
Erste Besiedlungsspuren im Raum Alzey finden sich bereits ab der Jungsteinzeit. Alzey wurde als Altiaia in der römischen Provinz Germania Superior im Hinterland von Mogontiacum (Mainz) gegründet und entsprach größenmäßig einem Vicus. Auf einem römischen Weihaltar für die Nymphen wird der Ortsname erstmals erwähnt, da dort von den vicani Altiaienses (= Ortsbewohner von Altiaia) die Rede ist. Der Name Altiaia geht möglicherweise auf den Namen einer vor den Römern bestehenden keltischen Siedlung ab 400 v. Chr. zurück, der genaue Ursprung lässt sich aber nicht ermitteln.
Auf den Ruinen des um 350 zerstörten römischen Vicus wurde um 370 ein Kastell namens Alteium errichtet. welches im Codex Theodosianus in Zusammenhang mit einem Besuch des Kaisers Valentinian I. 370 belegt ist. 406/407 überschritten die Burgunder zusammen mit den Vandalen den Rhein und ließen sich als römische Bundesgenossen in Mainz, Alzey und Worms nieder. Das Gebiet wurde ihnen vertraglich zugesichert. 436 wurde das Burgunderreich durch den weströmischen Heermeister Aëtius und hunnische Hilfstruppen zerstört. Diese Ereignisse sind im Nibelungenlied verarbeitet und bilden den Ursprung der Sagenfigur Volker von Alzey, des Spielmanns im Nibelungenlied. Nach 450 fiel Alzey durch Landnahme an die Alamannen und Franken.

### Mittelalter

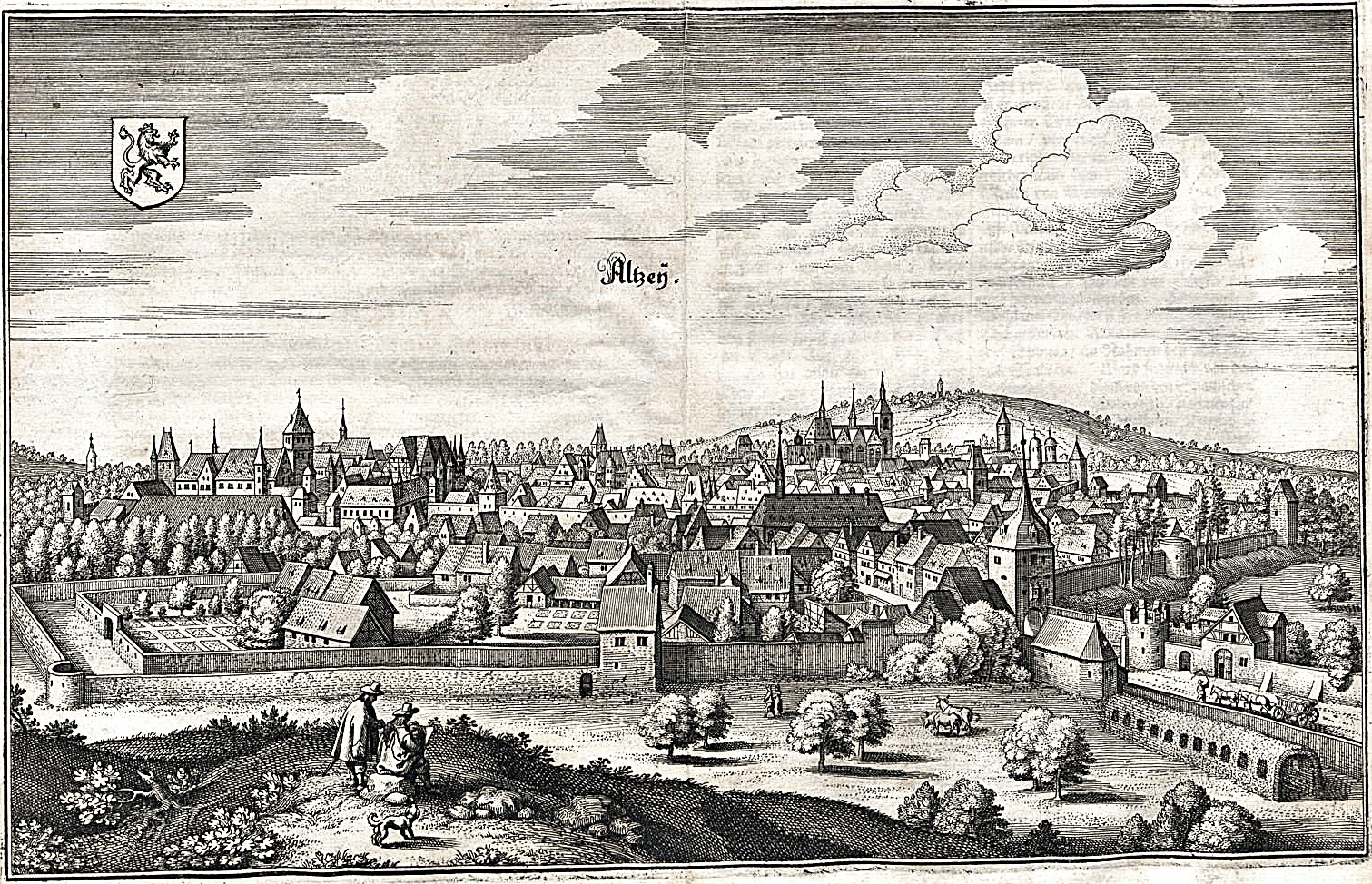
Kupferstich nach Matthäus Merian 1645

Nach dem Tod Chlodwigs I. 511 zerfiel das Frankenreich in einzelne Teilkönigreiche und Alzey wurde ein Teil von Austrasien mit der Hauptstadt Metz. Nach einer Vereinigung der fränkischen Teilkönigreiche Mitte des 8. Jahrhunderts fiel Alzey 843 mit dem Vertrag von Verdun an das Ostfrankenreich als Vorläufer des Deutschen Reiches. 897 wurde Alzey erstmals als Reichslehen erwähnt.
1156 gehörte Alzey zur Kurpfalz und Konrad von Staufen empfing in der 1118 vollendeten Reichsburg die Pfalzgrafenwürde. 1277 erhielt Alzey Stadtrechte durch Rudolf von Habsburg. 1298 lagerten vor Alzey die Truppen Albrechts von Österreich vor seinem Sieg gegen Adolf von Nassau in der Schlacht bei Göllheim. Das Kloster Otterberg war im Ort begütert.

### Von der Frühen Neuzeit bis zum Anfang des 20. Jahrhunderts

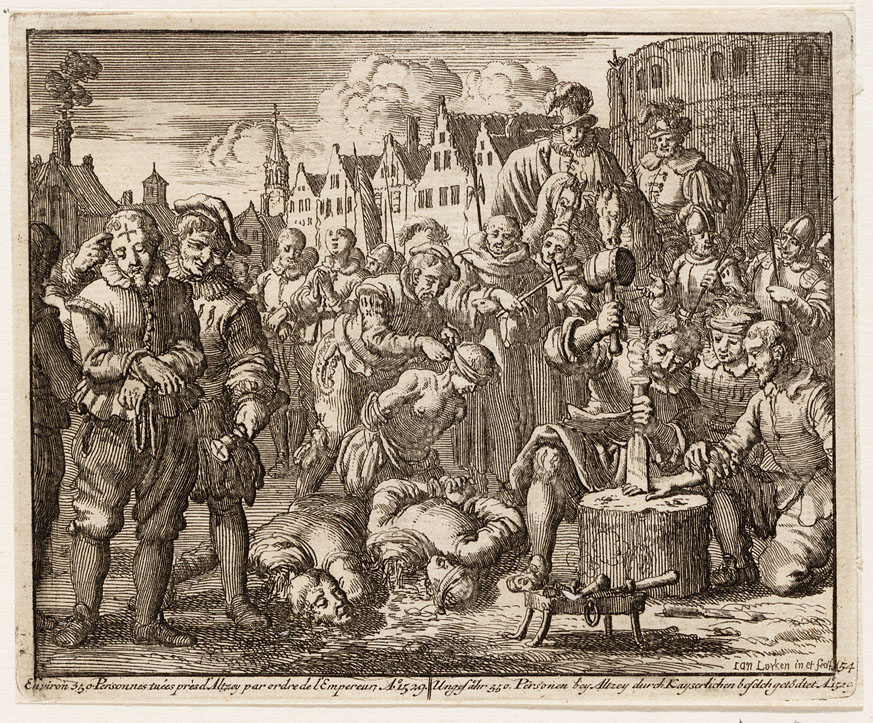
Exekution von 350 Täufern in Alzey 1529

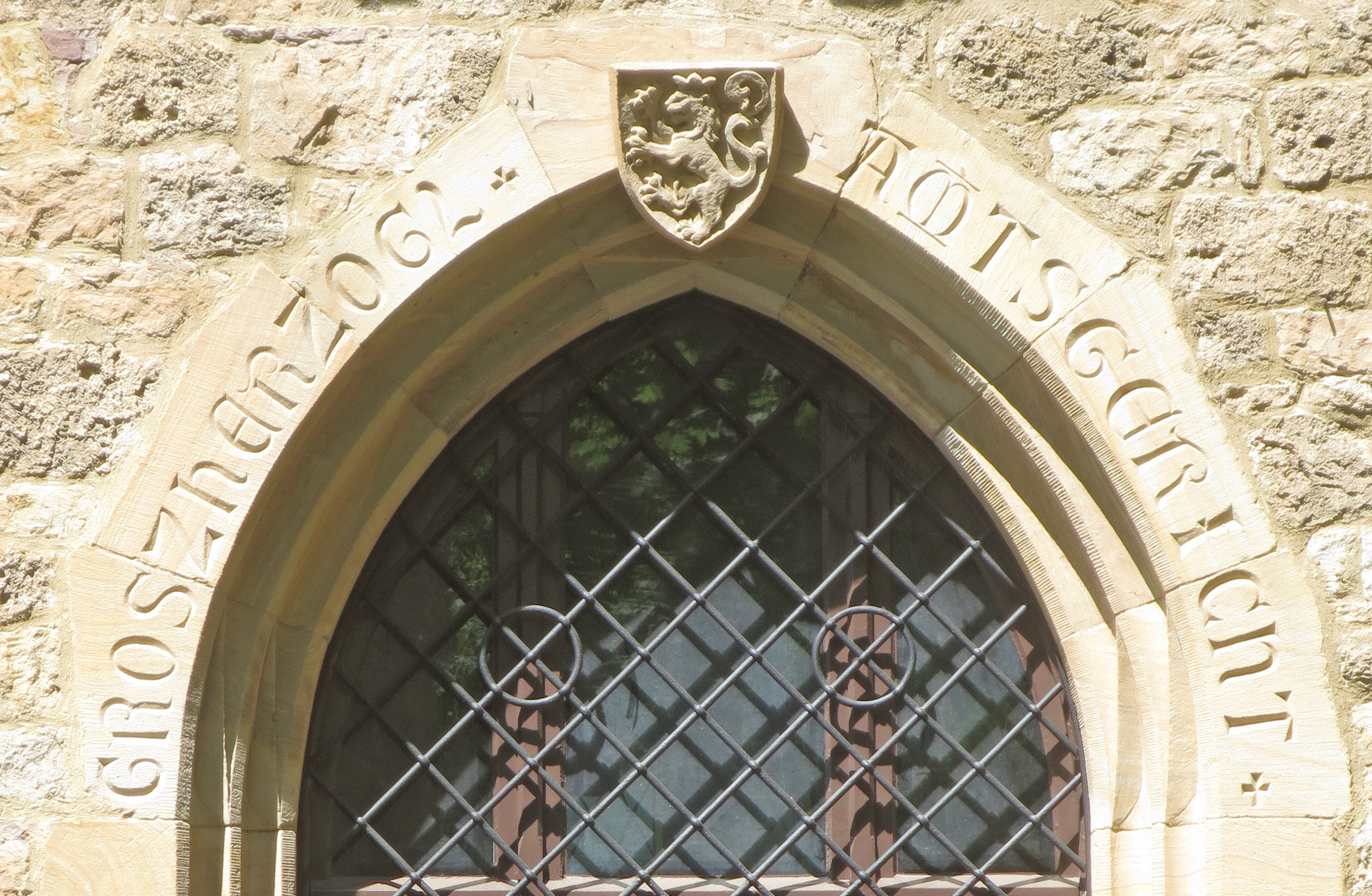
Großherzogl[ich Hessisches] Amtsgericht im Schloss Alzey

Ludwig V. von der Pfalz ließ 1529 ohne Urteilsspruch 350 Täufer wegen ihres Glaubens in Alzey unter Leitung von Burggraf Dietrich von Schönenburg hinrichten; die Männer wurden enthauptet und die Frauen in der Roßschwemme ertränkt (Märtyrer der Täuferbewegung).
1620 zog Graf Spinola auf Seiten des katholischen Kaisers im Dreißigjährigen Krieg gegen die protestantische Kurpfalz und eroberte auch Alzey. 1689 wurden Stadt und Burg im Pfälzischen Erbfolgekrieg von den französischen Truppen einer Politik der verbrannten Erde folgend niedergebrannt, als zuvor eroberte Gebiete von den Armeen Ludwigs XIV. wieder geräumt werden mussten.
1792 wurden die Gebiete westlich des Rheins, darunter auch die bis dahin kurpfälzischen, an Frankreich angeschlossen. Verzögert durch die Koalitionskriege wurden in den nächsten zehn Jahren stufenweise die französische Verwaltung und französische Institutionen übernommen. Alzey gehörte bis 1814 zum Département du Mont-Tonnerre (Departement Donnersberg). Im Zuge der französischen Reformen wurde 1797 das Friedensgericht Alzey als Gericht erster Instanz gegründet. 1879 wurde es vom Amtsgericht Alzey abgelöst.
1799 wurde in Alzey die älteste bekannte Freiwillige Feuerwehr Deutschlands schriftlich erwähnt.
1816 wurde Alzey dem Großherzogtum Hessen eingegliedert. 1909 wurde die Rebschule (geschlossen 2003 als: Landesanstalt für Rebenzüchtung) gegründet; erster Leiter war Georg Scheu, nach dem die Rebsorte Scheurebe benannt ist. Nach dem Ersten Weltkrieg war die Stadt wie Rheinhessen und die Pfalz zwölf Jahre lang französisch besetzt.

### Zeit des Nationalsozialismus
1933 erfolgten Festnahmen liberaler und sozialdemokratischer Personen, von denen einige ins Konzentrationslager Osthofen gebracht wurden. 1938 wurde in der Reichspogromnacht die Synagoge von Alzey zerstört und die Inneneinrichtung vor dem Gebäude verbrannt. Die Ruine wurde in den 1950er Jahren abgerissen. Eine gerettete Tora befindet sich heute im Museum. Die NS-Zeit bedeutete das Ende der alten jüdischen Gemeinde.
Am 8. Januar 1945, während des Zweiten Weltkriegs, entging die Stadt nur knapp der Zerstörung. 36 Bomber vom Typ Boeing B-17 sollten eine Eisenbahnbrücke in Alzey angreifen, warfen aber bei schlechtem Wetter wegen eines Berechnungsfehlers ihre Bomben auf den Wartberg. Daraus entstand die Legende vom Wartbergturm als „Retter Alzeys“. Sicher ist nur, dass der Turm zerstört wurde und die Stadt größtenteils von Bombenangriffen verschont blieb. Insgesamt wurden im Zweiten Weltkrieg 42 Gebäude zerstört und mehr als 180 beschädigt. Darunter war auch – bereits am 19. Oktober 1944 – das Empfangsgebäude des Bahnhofs.

### Seit 1946
Seit 1946 ist Alzey nicht mehr hessisch, sondern Kreisstadt im Landkreis Alzey im neugebildeten Land Rheinland-Pfalz.
Seit Zusammenlegung der Kreise Alzey und Worms im Jahre 1969 ist Alzey Kreisstadt des neuen Landkreis Alzey-Worms und Sitz der Verbandsgemeinde Alzey-Land, der es selbst als verbandsfreie Stadt jedoch nicht angehört. Im Jahre 1972 wurden die Orte Weinheim, Heimersheim und Dautenheim der Stadt angegliedert. Das Dorf Schafhausen ist bereits seit dem Mittelalter ein Stadtteil von Alzey.

### Eingemeindungen
Am 22. April 1972 wurden die bis dahin selbständigen Gemeinden Dautenheim, Weinheim und Heimersheim nach Alzey eingemeindet.

### Konfessionsstatistik
Laut der Volkszählung 2011 waren im Jahr 2011 47,2 % der Einwohner evangelisch, 19,7 % römisch-katholisch und 33,1 % waren konfessionslos, gehörten einer anderen Glaubensgemeinschaft an oder machten keine Angabe. Ende Juli 2025 hatten 30,9 % der Einwohner die evangelische Konfession und 14,6 % die katholische. 54,5 % gehörten anderen Konfessionen oder Glaubensgemeinschaften an, waren ohne Angabe oder gemeinschaftslos. Der Anteil der katholischen Kirchenmitglieder und vor allem die der evangelischen ist demnach im beobachteten Zeitraum beträchtlich gesunken.

### Jüdische Geschichte
Der Anfang der jüdischen Gemeinde der Stadt wird in das 14. Jahrhundert datiert. 1349, im Verlauf der Pest, dem Schwarzen Tod, wurden die städtischen Juden aufgrund der Verleumdung jüdischen Blutes ermordet. Nach einigen Jahren erneuerte sich die Gemeinde und in einem Dokument von 1377 wird ein Jude namens Yitzchak von Alzey benannt, der die Stadt Worms aufgrund von Schulden, die sie bei ihm hatte, verklagte. 1389 wurde erstmals eine „Judengasse“ erwähnt und eine Art Ghetto mit einem in der Nacht verschlossenem Tor beschrieben. Danach wurden Juden in der Stadt erst wieder im Verlauf des 17. Jahrhunderts und die erste Synagoge 1791 nachgewiesen.
Mehrere Dokumente um 1670 belegen Streitigkeiten zwischen Joseph Simon Jessel, einem in Alzey lebenden Juden, und den städtischen Metzgern in Zusammenhang mit Jessels Wunsch, als Metzger zu arbeiten. Auf einen anderen Rechtsstreit zwischen ihm und einem Nachbarn, der sein Haus an Jessel verkauft hatte, sich aber weigerte es zu verlassen, weisen weitere Unterlagen hin. Das darin enthaltene Urteil tadelt beide Seiten damit, dass es „undenkbar sei, dass ein Jude einen Christen schlüge“, und den Nachbarn, dass dieser nicht zur Evakuierung des Hauses bereit sei. Nichtsdestoweniger schützte der Graf der Pfalz Juden, deren hohe Steuern ein wichtiges Element seines Einkommens darstellten. 1789 gab es 21 jüdische Haushalte in der Stadt. Während des 18. Jahrhunderts waren die meisten der städtischen Juden, wenn nicht reich, dann gut situiert.
1710 gründete ein Jude namens Simcha Deidesheimer eine große Fabrik, die Matze produzierte, bis 1925 existierte und ihre Produkte nach Frankreich und Italien exportierte. Darüber hinaus eröffneten 1770 zwei Brüder namens Levy eine Porzellanfabrik in der Stadt. Die Gemeinde besaß einen Friedhof und Alzey war die Heimatstadt der bekannten Familie Belmont.
1844 wurde der jüdischstämmige Schimon Belmont (der Vorfahre der amerikanischen Politiker August Belmont und August Belmont JR) gewählt, um der erste Präsident der 'Narhalle' zu werden, einem Karnevalsverein, der für die höheren Schichten der Stadt gedacht war.
Er spendete etwas Geld für den Friedhof und andere städtische Gemeinschaftseinrichtungen.
Acht der in Alzey wohnenden Juden starben als Soldaten im Ersten Weltkrieg. In der Zeit des Nationalsozialismus wurden laut Stadtgemeinde 76 Juden vertrieben und europaweit in Konzentrationslagern umgebracht. 1954 kehrte ein jüdischer Mitbürger zurück.

## Einwohnerstatistik
| Alzey: Einwohnerzahlen von 2012 bis 2024 | Alzey: Einwohnerzahlen von 2012 bis 2024 | Alzey: Einwohnerzahlen von 2012 bis 2024 | Alzey: Einwohnerzahlen von 2012 bis 2024 | Alzey: Einwohnerzahlen von 2012 bis 2024 |
| ---------------------------------------- | ---------------------------------------- | ---------------------------------------- | ---------------------------------------- | ---------------------------------------- |
| Jahr                                     |                                          |                                          |                                          | Einwohner                                |
| 2012                                     | 2012                                     |                                          | 17.509                                   | 17.509                                   |
| 2015                                     | 2015                                     |                                          | 17.826                                   | 17.826                                   |
| 2020                                     | 2020                                     |                                          | 18.820                                   | 18.820                                   |
| 2024                                     | 2024                                     |                                          | 19.468                                   | 19.468                                   |
| Quelle(n): statistik.rlp.de              |                                          |                                          |                                          |                                          |

## Politik

### Stadtrat
Der Stadtrat in Alzey besteht aus 36 ehrenamtlichen Ratsmitgliedern, die bei der Kommunalwahl am 9. Juni 2024 in einer personalisierten Verhältniswahl gewählt wurden, und dem hauptamtlichen Bürgermeister als Vorsitzendem. Bis zur Wahl 2024 hatte der Stadtrat 32 Ratsmitglieder, die Erhöhung auf 36 Sitze wurde nach rheinland-pfälzischem Wahlrecht durch die gestiegene Einwohnerzahl von Alzey ausgelöst.
Die Sitzverteilung im Stadtrat:
| Wahl | SPD | CDU | GRÜNE | FDP | LINKE | FWG | Gesamt   |
| ---- | --- | --- | ----- | --- | ----- | --- | -------- |
| 2024 | 13  | 8   | 3     | 1   | 2     | 9   | 36 Sitze |
| 2019 | 10  | 8   | 4     | 1   | 2     | 7   | 32 Sitze |
| 2014 | 10  | 10  | 2     | 1   | 2     | 7   | 32 Sitze |
| 2009 | 11  | 9   | 2     | 2   | 1     | 7   | 32 Sitze |
| 2004 | 12  | 11  | 2     | 1   | –     | 6   | 32 Sitze |

- FWG = Freie Wählergruppe der Stadt Alzey e. V.

### Bürgermeister
Steffen Jung (SPD) wurde am 1. September 2022 Stadtbürgermeister von Alzey. Bei der Direktwahl am 6. März 2022 hatte er sich mit einem Stimmenanteil von 55,8 % gegen den bisherigen Amtsinhaber durchgesetzt und war damit für die kommende achtjährige Amtsperiode gewählt worden. Jungs Vorgänger Christoph Burkhard war zuletzt 2014 mit 50,7 % Stimmenanteil im ersten Wahlgang wiedergewählt worden.
Unterstützt wird der Bürgermeister von derzeit zwei ehrenamtlichen Beigeordneten.
Bisherige Bürgermeister:
- 1837–1848: Franz Joseph Perrot
- 1848–1858: Heinrich Gottlob Pantokrates Seubert
- 1871–1883: Adolf Seubert

…
- 1982–1990: Walter Zuber (SPD)
- 1990–2006: Knut Benkert (SPD)
- 2006–2022: Christoph Burkhard (parteiloser Kandidat der CDU)
- ab 2022: 0 Steffen Jung (SPD)

### Wappen
| Wappen von Alzey | Blasonierung: „Geteilt von Schwarz und Silber, oben ein aus der Teilungslinie wachsender, rotbekrönter und rotbewehrter, goldener Löwe, unten eine schräg rechts gestellte rote Fidel.“                                                      |
| Wappen von Alzey | Wappenbegründung: Der Pfälzer Löwe steht für die frühere Zugehörigkeit der Stadt zur Kurpfalz, das Wappenbild der roten Fidel erinnert an die ehemals in der Stadt ansässigen Geschlechter der Truchseß (Volker von Alzey) Winter und Wilch. |

### Städtepartnerschaften
Städtepartnerschaften mit:
- seit 1963:  Harpenden (Vereinigtes Königreich)
- seit 1973:  Josselin (Frankreich)[27]
- seit 1980:  Lembeye (Frankreich) mit dem Stadtteil Weinheim[28]
- seit 1981:  Rechnitz (Österreich)
- seit 1990:  Kościan (Polen)
- seit 1990:  Kamenz (Deutschland)

## Kultur und Sehenswürdigkeiten

### Altstadt

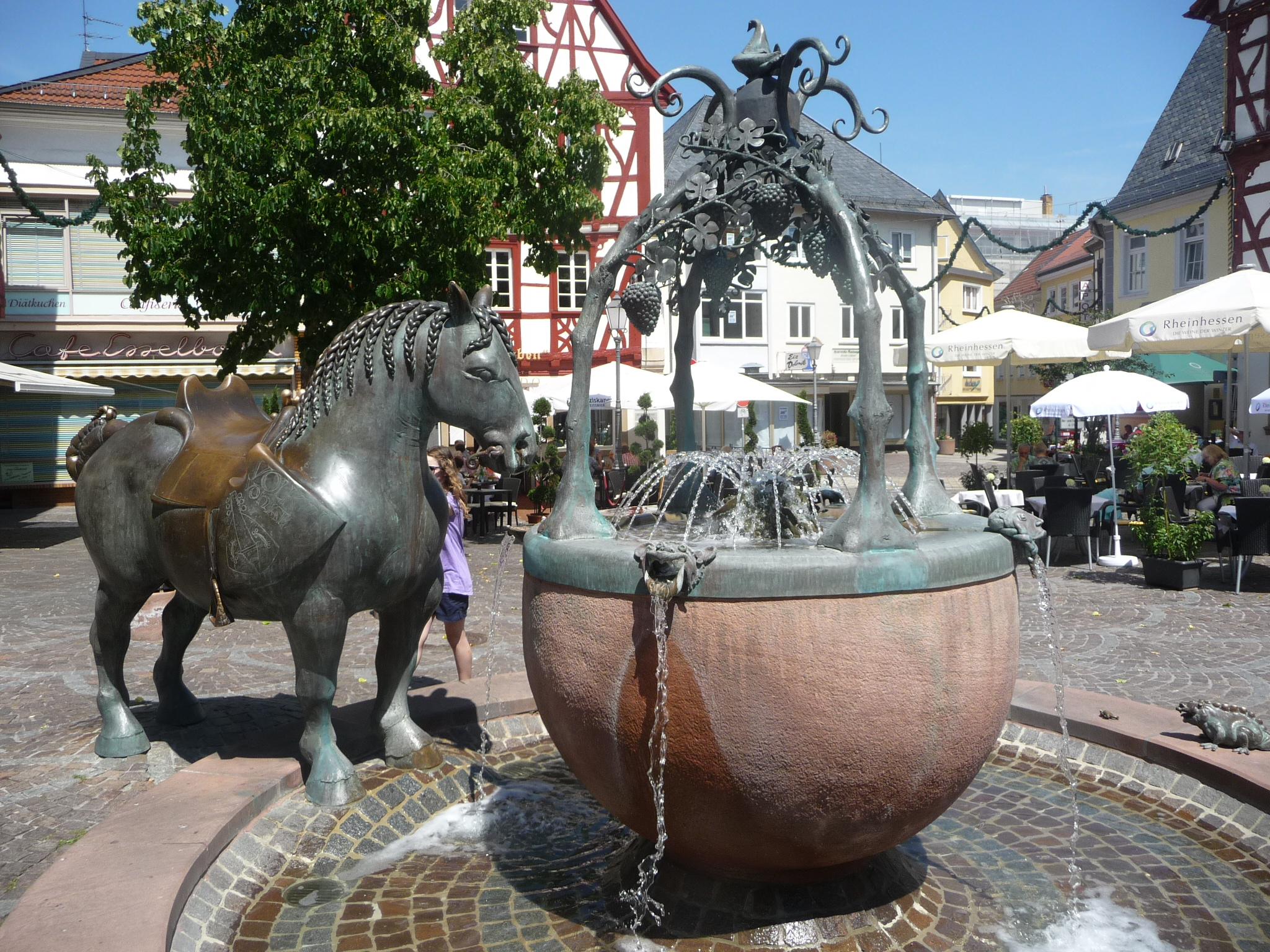
Rossmarkt mit Bronzepferd „Max“ dem Pferd von Volker von Alzey, erschaffen von Gernot Rumpf

Alzey hat eine gut erhaltene Altstadt mit vielen Fachwerkhäusern, Restaurants, Cafés und Geschäften, umgeben von Ruinen der mittelalterlichen Stadtmauer. Mittelpunkt der Stadt ist der Rossmarkt mit dem Bronzepferd des Künstlers Gernot Rumpf. Eine Skulptur der Undine von Karlheinz Oswald steht auf dem Fischmarkt vor dem alten Rathaus.

### Bauwerke
Die neben dem Schloss das Stadtbild prägende evangelische Nikolaikirche, steht an der Längsseite des Obermarkts. Die spätgotische, dreischiffige Hallenkirche wurde 1499 fertiggestellt. Dem Baumeister Nikolaus Eseler dem Älteren wird die Federführung am Bau zugeschrieben. Die um 1430 entstandene Grablegungsgruppe im Eingangsbereich zählt zu den frühesten monumentalen Darstellungen dieser Art. Zerstörungen erlitt die Kirche im Pfälzischen Erbfolgekrieg 1689 und im Zweiten Weltkrieg. Bei der jüngsten Renovierung 2018 bis 2020 wurde in der Kirche ein modernes Licht/Raumkonzept umgesetzt, das die Helligkeit und Weite des gotischen Kirchenraumes betont. Bei der Renovierung wurden 16 mittelalterliche Grabdenkmäler unter anderem von Alzeyer Burggrafen und Äbtissinnen des Klosters Weidas bei Dautenheim aus dem Mittelschiff der Kirche entfernt. Dabei fand das einzige unbeschädigte Grabdenkmal eines Mitglieds der Familie der Volker von Alzey mit dem Fidelwappen aus dem Jahr 1335/39 im Museum der Stadt Alzey eine neue Bleibe.
Ende der 1970er Jahre wurde unter der Turnhalle des Staatlichen Aufbaugymnasiums der Ausweichsitz der Landesregierung Rheinland-Pfalz angelegt.

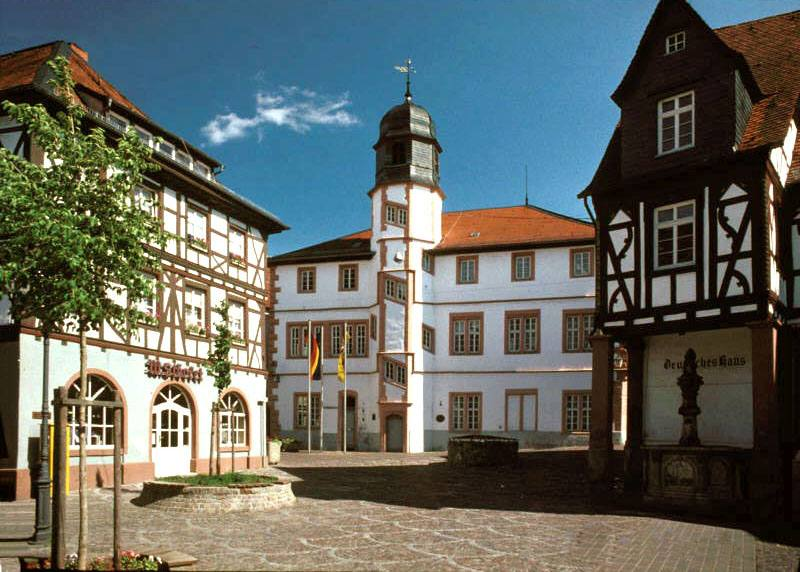
Alzeyer Fischmarkt
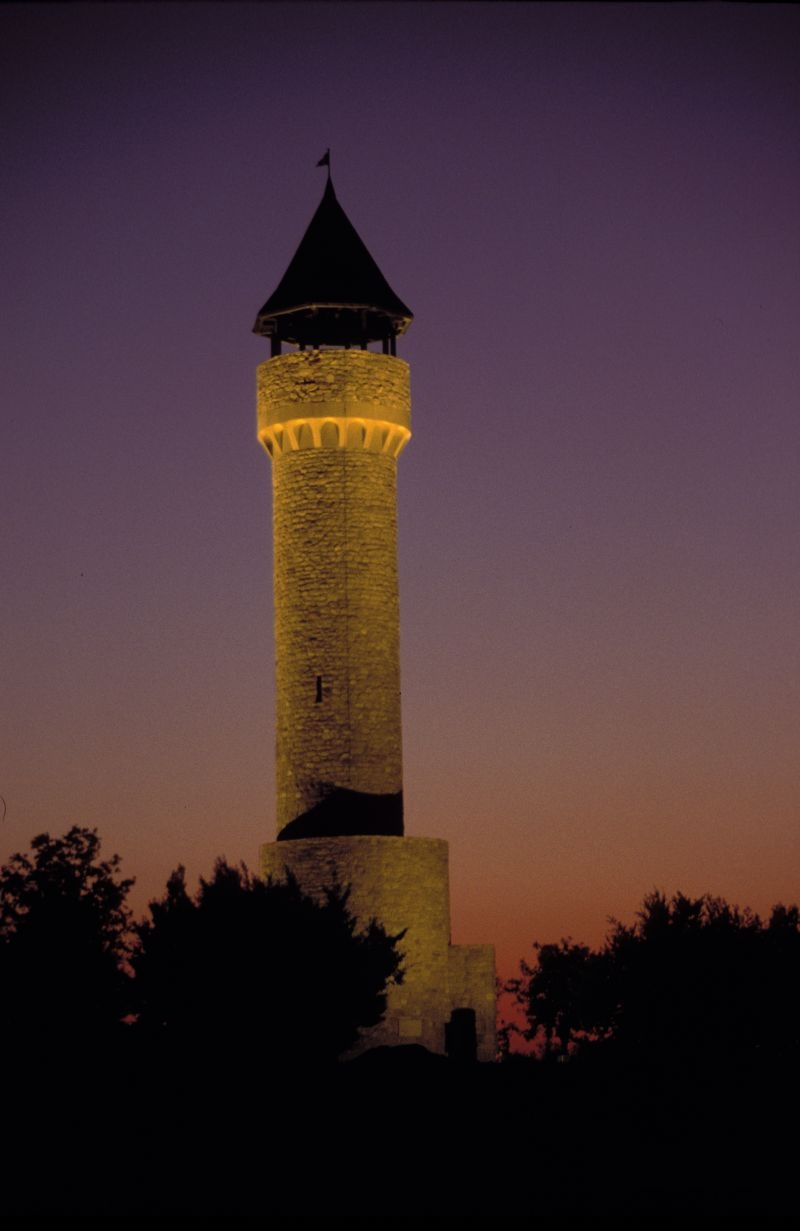
Wartbergturm
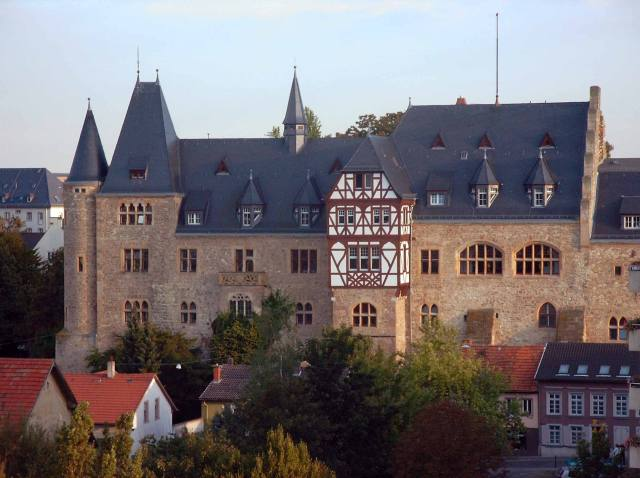
Alzeyer Schloss
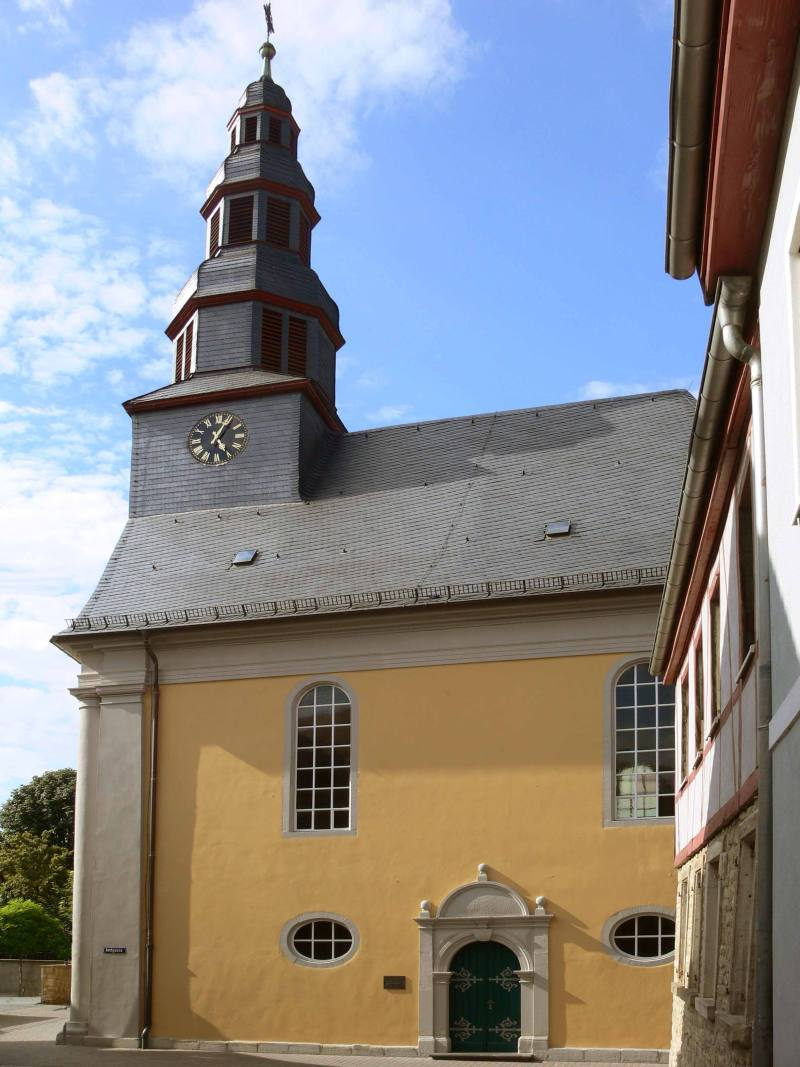
Kleine Kirche
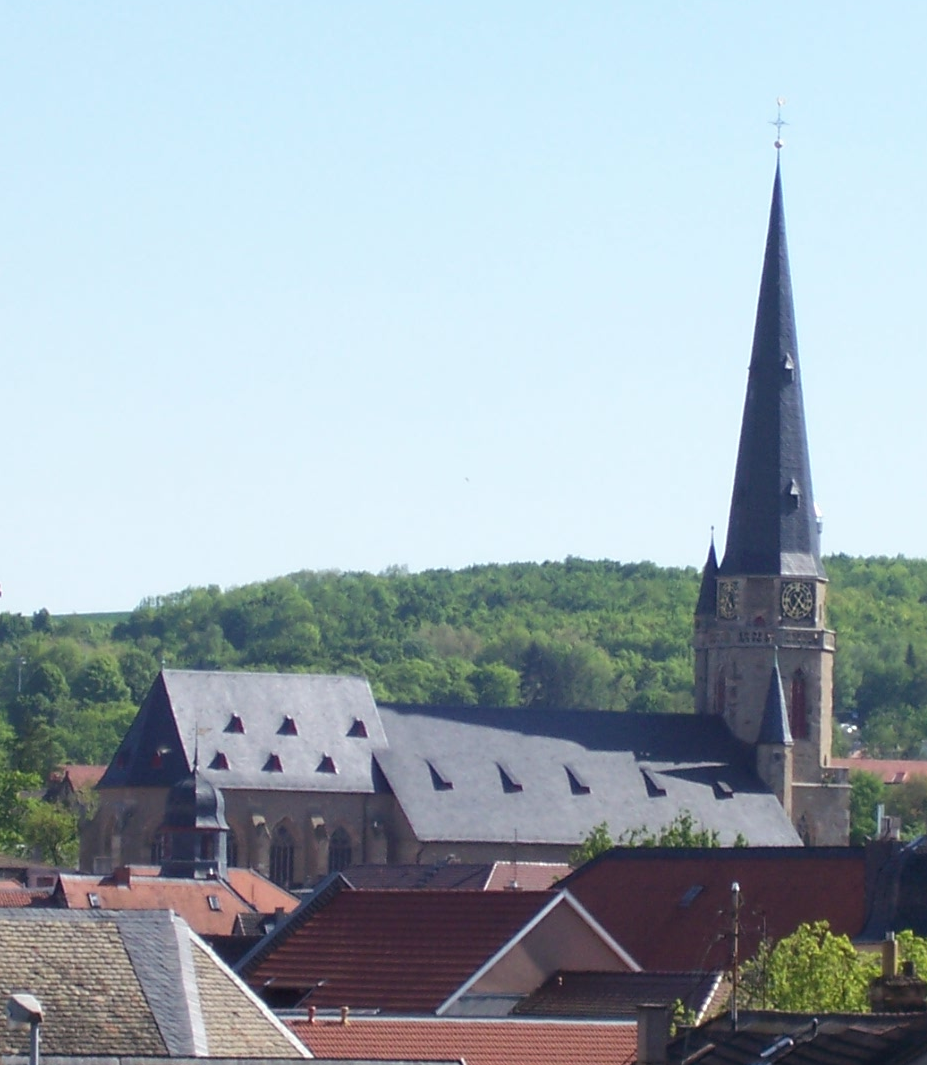
Nikolaikirche

### Theater und Museen
Das Gerry Jansen Theater spielte bis Anfang 2020 ausschließlich selbst geschriebene Komödien, durchgehend/auch wochentags, mit eigenem professionellem Schauspieler-Ensemble. Es ist laut eigener Aussage das einzige Theater in seiner Art, das nicht in einer Großstadt angesiedelt ist, keinerlei Subventionen oder Fördergelder erhält – und trotzdem eines der preiswertesten. Es bezeichnet sich als „verrückteste Profi-Bühne Deutschlands“. Das Theater musste während der Corona-Pandemie zuerst den Spielbetrieb einstellen und später eine Spielstätte suchen. Es ist jetzt eine Art Wandertheater im Alzeyer Umkreis.
Das bereits 1906 gegründete Museum der Stadt Alzey befindet sich im Gebäude des alten städtischen Hospitals, an der Kreuzung Hospitalstraße/Fußgängerzone (Antoniterstraße 41). Den Sammlungs- und Ausstellungsschwerpunkt bildet die Kultur- und Naturgeschichte des inneren Rheinhessens. Die gegenwärtige Dauerausstellung des Museums zeigt drei Geschossen eine thematische Dreiteilung: Stadt- und Regionalgeschichte, Vor- und Frühgeschichte sowie Geologie und Paläontologie. Einen besonderen Schwerpunkt der archäologischen Sammlungsbestände bilden römerzeitliche Steindenkmale, die der Prähistoriker Friedrich Behn in den Jahren 1929 und 1931 im Kastellgebiet entdeckt hatte. Die zahlreichen Großplastiken wurden im Burggrafiat gezeigt. Nachdem die Stadt Alzey vom Land und dem Europäischen Fonds für regionale Entwicklung zur Förderung des Tourismus umfangreiche Zuschüsse erhalten hatte, konnte das Museum mit einem Erweiterungsbau versehen werden. Am 4. März 2023 zum Beginn der 1800-Jahr-Feier der Stadt Alzey wurde die nach einem Entwurf des Büros Eichler Architekten errichtete „Steinhalle“ mit einem Festakt eröffnet.
Das Bali Kino befindet sich seit 1954 in der Nähe vom Bahnhof.

### Auszeichnungen und Preise

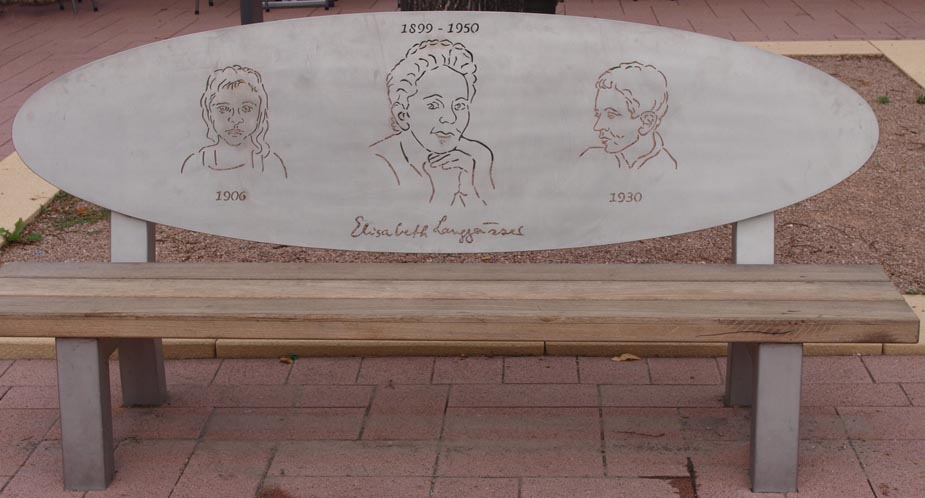
Langgässer-Bank in Alzey

Die Stadt vergibt in regelmäßigen Abständen folgende Auszeichnungen und Preise. Der Elisabeth-Langgässer-Literaturpreis wird seit 1988 alle drei Jahre an deutschsprachige Autoren vergeben, deren Werk sich durch ihren sprachlichen Ausdruck würdig in die Nachfolge Elisabeth Langgässers einreihen sollen. Die Georg-Scheu-Plakette wird jährlich am Winzerfest an Personen, die sich um den Wein und die Weinkultur Rheinhessens verdient gemacht haben verliehen.

### Musik
Die Verbundenheit mit dem Wein zeigt sich im „Alser Lied“, das immer am Freitag zur Eröffnung des Winzerfests gesungen wird. Eine Version gesungen vom ehemaligen Bürgermeister Walter Zuber konnte man jahrzehntelang in der Jukebox der Alzeyer Traditionskneipe „Zur Gretel“ finden.

### Sport
Das Wartbergstadion ist die größte Sportanlage der Stadt. Es hat eine Wettkampfbahn vom Typ B mit Rasengroßspielfeld, eine 400 m-Rundbahn, Leichtathletik-Segmentflächen (Kunststoff) und eine Stehtribüne. Hierzu gehört auch das Freizeitbad „Wartbergbad“. Dem nahe gelegen ist ein Reitverein mit Boxen, Koppeln und einer Reithalle.
Außerdem verfügt Alzey über einen Kunstrasenplatz, der vor allem von den Hockey- und Fußballvereinen genutzt wird. Daneben gibt es auch einen Mehrzweckplatz und an den Schulen noch mehrere Hartplätze. Außerdem gibt es hinter dem Elisabeth-Langgässer-Gymnasium einen Sportplatz aus Kunststoff mit sieben Weitsprungbahnen.
Von 1966 bis 2000 richtete der MSC Alzey das Teufelsrutsch-Bergrennen aus, ein Motorsport-Rennen, das auf der Landesstraße 407 zwischen Nack und Wendelsheim ausgetragen wurde.

### Regelmäßige Veranstaltungen

#### Weinbergshäuschen Wanderung
Die so genannte „Wingertshaisje Wanderung“ ist eine Wanderung durch die rheinhessische Hügellandschaft zwischen Alzey und den Stadtteilen Weinheim und Heimersheim. Sie findet jeweils am ersten Sonntag im September statt. Entlang des Wegenetzes werden die Weinbergshäuschen zwischen 11 und 18 Uhr von Weingütern und Vereinen bewirtschaftet. Angeboten werden dann sowohl kalte als auch warme Speisen und Getränke, einschließlich des regionaltypischen Rheinhessenweins.

#### Winzerfest
Das Winzerfest findet alljährlich ab dem dritten Freitag im September statt und dauert bis dienstags. Es ist die größte Veranstaltung dieser Art in Alzey. Auf der Wein- und Sektterrasse werden erlesene Weine der Region präsentiert. Parallel dazu gibt es einen Jahrmarkt mit Fahrgeschäften und Gewinnbuden aller Arten. Das Motto des Festes lautete 2006: Rhoihessewoi, Rhoihessewoi – lässt unser Fest eeen Feste soi! („Rheinhessenwein, Rheinhessenwein – lässt unser Fest ein Feste sein!“)

#### Da Capo! Festival
Das Da Capo! Festival (offiziell: Da Capo! Open Air im Schlosshof Alzey) ist ein seit 1997 jährlich stattfindendes Festival, das zunächst am Alzeyer Rossmarkt und heute im Schlosshof des Alzeyer Schloss stattfindet. Das Festival erstreckt sich über vier Tage und beinhaltet eine Programmmischung aus Comedy, Klassik und Popmusik. Neben nationalen treten auch internationale Künstler im Zuge des Festivals auf.

### Kulinarische Spezialitäten
Als Zentrum einer Weinbauregion finden sich in Alzey in erster Linie Weinspezialitäten und Gerichte, die mit Wein zubereitet werden, wie die in ganz Rheinhessen verbreiteten Backesgrumbeere. Der Weinbautechniker Georg Scheu benannte eine Rebsorte nach seiner Wirkungsstätte, die Perle von Alzey.

## Wirtschaft und Infrastruktur
| Größte Weinbaugemeinden im Anbaugebiet                     | Rang nach Rebfläche (innerhalb von RLP) | Bestockte Rebfläche 2022 |
| ---------------------------------------------------------- | --------------------------------------- | ------------------------ |
| Rheinhessen                                                |                                         |                          |
| Worms                                                      | 03                                      | 01.659                   |
| Westhofen                                                  | 07                                      | 00.824                   |
| Nierstein                                                  | 09                                      | 00.805                   |
| Alzey                                                      | 08                                      | 00.778                   |
| Alsheim                                                    | 10                                      | 00.712                   |
| Ingelheim am Rhein                                         | 13                                      | 00.708                   |
| Bechtheim                                                  | 11                                      | 00.669                   |
| Flörsheim-Dalsheim                                         | 12                                      | 00.652                   |
| Bingen am Rhein                                            | 15                                      | 00.578                   |
| Saulheim                                                   | 16                                      | 00.539                   |
| Statistisches Landesamt Rheinland-Pfalz, Bad Ems, Mai 2023 |                                         |                          |

Die Hauptwirtschaftszweige der Stadt sind der Weinbau, die ansässige Rheinhessen Fachklinik, das Bauunternehmen Wilhelm Faber GmbH & Co. KG, je ein Zentrallager Importhauses K. H. Wilms, der Verwaltungssitz der Einkaufskette real (bis Mitte der 2010er Jahre) sowie die Deutsche-Lufthansa-Tochterunternehmen Lufthansa Technik AERO Alzey und LSG Sky Food. Die Volksbank Alzey-Worms hat hier ihren Hauptsitz. Das ehemalige Handelsunternehmen Plus später Schlecker betrieb ein Zentrallager in der Stadt bis zu dessen Auflösung. Das Lager wird seitdem von Depotpack genutzt.
Des Weiteren ist Alzey das Dienstleistungszentrum der Region mit einem für die Stadtgröße sehr großen Angebot an Einkaufsmöglichkeiten, die sich hauptsächlich auf das Industriegebiet konzentrieren.
Im November 2023 kündigte der US-amerikanische Pharmakonzern Eli Lilly and Company an, bis 2027 eine Produktionsstätte für bis zu 1000 Beschäftigte in Alzey zu errichten, um Produktions- und Lieferengpässe abzumildern. Hierzu sollen 2,3 Milliarden Euro investiert werden. Am Standort sollen Injektabilia, Tirzepatid, der neuesten Generation für den europäischen Markt hergestellt und mit Applikationshilfe verpackt werden. Der symbolische Spatenstich mit viel Politprominenz aus Bund und Land fand am 8. April 2024 statt.

### Landwirtschaft
Alzey ist vom Weinbau geprägt und mit 778 Hektar bestockter Rebfläche, davon 63 Prozent Weißwein- und 27 Prozent Rotweinsorten, achtgrößte Weinbaugemeinde in Rheinland-Pfalz und nach Worms, Westhofen und Nierstein viertgrößte Weinbaugemeinde Rheinhessens.

### Verkehr

#### Straße

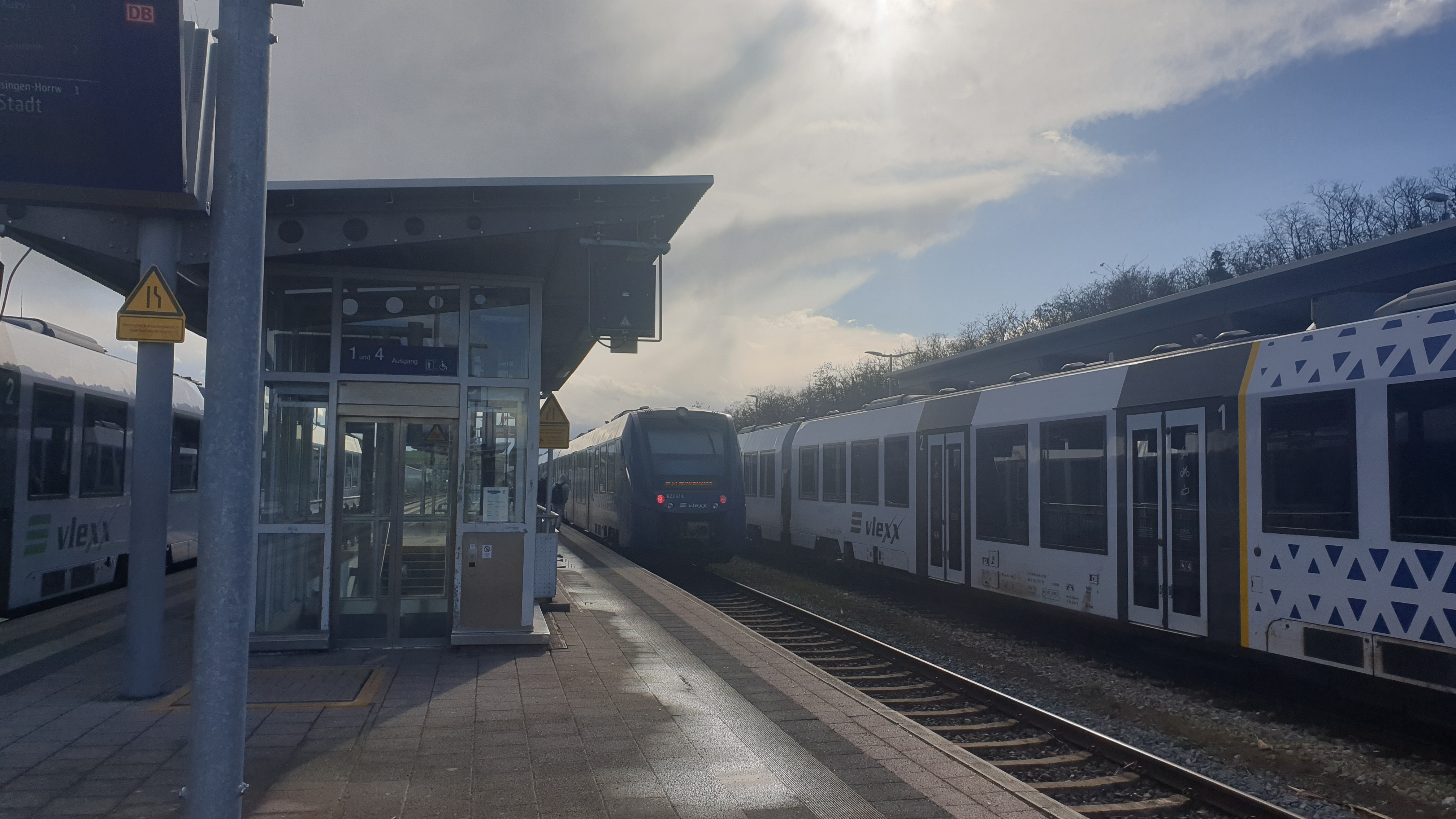
Regionalbahnen im Alzeyer Bahnhof

Der Ort befindet sich in der Nähe des Autobahnkreuzes Alzey, bei dem sich die A 61 (Venlo – Hockenheim) und die A 63 (Mainz – Kaiserslautern) kreuzen. Die Stadt gehört dem Verkehrsverbund Rhein-Neckar (VRN) an. Für Verbindungen aus dem und in das Gebiet des Rhein-Nahe-Nahverkehrsverbunds (RNN) kann auch dieser Tarif bis Alzey angewendet werden.
Durch Alzey verläuft der Rheinhessische Selztal-Radweg.

#### Schiene
Im Bahnhof Alzey treffen die Rheinhessenbahn, die Bahnstrecke Alzey–Mainz und die Donnersbergbahn aufeinander. Es gibt Direktverbindungen nach Mainz, Bingen, Worms und Kirchheimbolanden. Es verkehren Regional-Express und Regionalbahnen. Die Züge der Donnersbergbahn sind seit Dezember 2014 bis Mainz durchgebunden. Am Wochenende sowie an Feiertagen sind Fahrten mit dem Elsass-Express nach Wissembourg möglich.
Auf dem Stadtgebiet von Alzey liegen – unmittelbar nebeneinander – noch die Haltepunkte Alzey West (Donnersbergbahn) und Alzey Süd (Rheinhessenbahn). Es sind zwei Haltepunkte, weil die beiden Strecken hier auf ganz unterschiedlichen Höhen-Niveaus verlaufen.

### Öffentliche Einrichtungen
- DRK-Krankenhaus Alzey
- Rheinhessen-Fachklinik Alzey
- Sitz der Kreisverwaltung Alzey-Worms
- Sitz der Verbandsgemeinde Alzey-Land
- Sitz der Außenstelle des Finanzamtes Bingen-Alzey

### Bildung
Alzey besitzt ein breit gefächertes Bildungsangebot mit insgesamt zwei Förderschulen, drei Grundschulen und die Gustav-Heinemann-Realschule plus. Das Elisabeth Langgässer Gymnasium und das Gymnasium am Römerkastell, sowie ein Staatliches Aufbaugymnasium und das Landeskunstgymnasium Rheinland-Pfalz bieten die Möglichkeit zum Erwerb der allgemeinen Hochschulreife. Eine Kreismusikschule, eine Berufsbildende Schule Alzey, die Kreisvolkshochschule Alzey-Worms und eine Krankenpflegeschule der Rheinhessen Fachklinik runden das Angebot ab.

## Persönlichkeiten

### Ehrenbürger

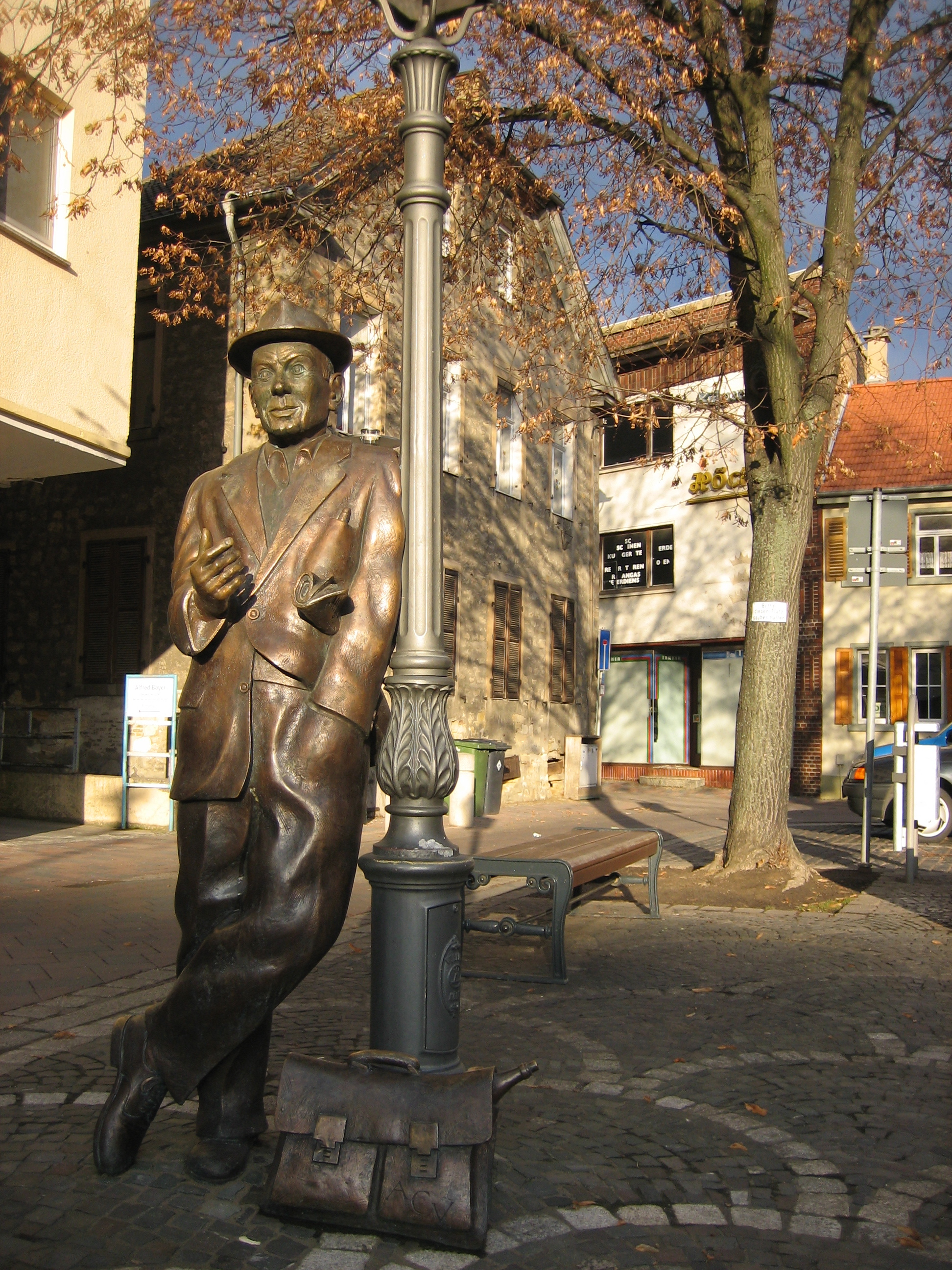
Schnatz vum Kroneplatz

- 1973 Wilhelm Bechtolsheimer
- 1992 Kurt Neumann
- 2000 Karl-Heinz Kipp
- 2000 Hannelore Kipp
- 2005 Walter Zuber

### Söhne und Töchter der Stadt
- Felix Adler (1851–1933), Philosoph, Sohn des Rabbiners Samuel Adler und Gründer der Ethical Culture Field School in NYC
- Gustav Baader (1878–1956), Forstwissenschaftler, Hochschulrektor und -lehrer
- Mathilde Battenberg (1878–1936), Malerin
- Ugi Battenberg (1879–1957), Maler
- Eugen Baum (1902–1986), deutscher Bankier und Konsul von Panama
- Volker Becker (1922–2008), deutscher Pathologe und Hochschullehrer in Erlangen
- August Belmont (1813–1890), deutsch-amerikanischer Bankier und Politiker
- Ralf Bender (* 1958), Physiker, Astronom, Kosmologe und Hochschullehrer
- Anna Beyer (1867–1922), Malerin
- Gisela Biedermann (* 1948), Abgeordnete in liechtensteinischen Landtag
- Philipp Breuer (1811–1851), Theaterschauspieler
- Heinrich Claß (1868–1953), von 1908 bis 1939 Vorsitzender des Alldeutschen Verbandes
- Friedrich Franz Conradi (1828–1911), Richter und Politiker, Abgeordneter der 2. Kammer der Landstände des Großherzogtums Hessen
- Heinrich Dietz (1874–1946), Jurist und Generalrichter
- Heide Dörrhöfer-Tucholski (* 1944), Journalistin
- Leon Dyer (1807–1883), US-amerikanischer Oberst
- Friedrich Elz (1848–1915), deutscher römisch-katholischer Theologe und Abgeordneter
- Johann Engelmann (1874–1955), hessischer Landtagsabgeordneter
- William Eppelsheimer (1842–1920), Ingenieur
- Friedrich Jakob Erckmann (1862–1944), Komponist
- Nikolaus Eseler der Ältere (1410–1483), Baumeister
- Hermann Finger (1864–1940), Chemiker, Hochschullehrer und -rektor
- Georg Fritz (1865–1944), antisemitischer Publizist
- Volker Gallé (* 1955), Mundartdichter
- Ludwig Geißel (1916–2000), Vizepräsident des Diakonischen Werks
- Franz Gruber (1877–1937), hessischer Landtagsabgeordneter
- Maria Herr-Beck (1928–2015), Politikerin (CDU)
- Johann Philipp Keßler (1778–1858), deutscher Kaufmann und Abgeordneter
- Karl-Heinz Kipp (1924–2017), Unternehmer, Gründer der Massa-Märkte, einer der reichsten Menschen Deutschlands
- Elisabeth Langgässer (1899–1950), Schriftstellerin
- Carl Friedrich Lauckhard (1813–1876), Pädagoge
- Adolf Lippold (1840–1910), Präsident des Landgerichts Mainz und Mitglied der Ersten Kammer des Landtags des Großherzogtums Hessen
- Tino Loechelt (* 1965), Fußballspieler
- Archangelus Löslein (1903–1982), Seelsorger
- Ludwig Lückel (1886–1929), Landtagsabgeordneter
- Andreas Matty (1800–1871), Landtagsabgeordneter
- Balthasar Matty (1804–1883), liberaler Landtagsabgeordneter
- Gunther Metz (* 1967), Fußballspieler
- Hugo Molitor (1856–1921), Präsident des Oberlandesgerichts Kolmar
- Kurt Neumann (1927–2018), Politiker (SPD)
- Konrad Nies (1862–1922), Dichter und Schauspieler
- Ludwig Noiré (1829–1889), Philosoph
- Karl von Orff (1817–1895), bayerischer General der Infanterie
- Thomas Pigor (* 1956), Kabarettist, Liedermacher, Buchautor und Komponist
- Emil Preetorius (1827–1905), deutsch-amerikanischer Journalist und Publizist
- Philipp Rauschert (1801–?), Ökonom und Abgeordneter der 2. Kammer der Landstände des Großherzogtums Hessen
- Carl August Römer (1836–1904), Gutsbesitzer, Politiker und Abgeordneter
- Aleksander Ruzicka (* 1960), Manager
- Chica Schaller (1937–2019), Neurobiologin
- Heinz Schaubach (1886–1970), Unternehmer
- Thomas Schick (* 1969), Mathematiker
- Sybille Schloß (1910–2007), deutsche Schauspielerin
- Daniela Schmitt (* 1972), Politikerin (FDP), seit 18. Mai Ministerin im Ministerium für Wirtschaft, Verkehr, Landwirtschaft und Weinbau des Landes Rheinland-Pfalz
- Oliver Schwehm (* 1975), Dokumentarfilmer
- Karl Ludwig Seeger (1808–1866), Maler
- August Seidel (1837–1907), Unternehmer und Mitglied des Provinziallandtages der Provinz Hessen-Nassau
- Adolf Seubert (1833–1883), hessischer Politiker (NLP), Bürgermeister von Alzey und Abgeordneter der 2. Kammer der Landstände des Großherzogtums Hessen
- Klaus Sochatzy (1929–1991), deutscher Soziologe
- Gustav Spamer (1871–1946), Präsident der Oberrechnungskammer und des Verwaltungsgerichtshofs des Volksstaats Hessen
- Tarkan (* 1972), international erfolgreicher türkischer Popsänger
- Volker von Alzey, Sagengestalt, Ritter und Spielmann im Nibelungenlied
- Manfred Waffender (* 1952), Regisseur, Autor, Journalist und Herausgeber
- Hans Wagner (1905–1982), deutscher Bildhauer und Maler
- Ernst Walb (1880–1946), Wirtschaftswissenschaftler
- Lore Walb (1919–2013), Fernsehjournalistin beim Südwestfunk und Bayerischen Rundfunk
- Hermann Wolf (1880–1951), deutsch-US-amerikanischer Rechtsanwalt
- Walter Zuber (1943–2014), SPD-Politiker, Mitglied des Landtages Rheinland-Pfalz, 1991–2005 Minister des Landes Rheinland-Pfalz

### Persönlichkeiten, die vor Ort gewirkt haben
- Dietrich von Schönenberg († 1542 in Heidelberg), von 1520 bis 1531 kurpfälzischer Burggraf und Oberamtmann, ließ 1529 hier mehr als 300 Wiedertäufer hinrichten; ⚭ Anna Kämmerer von Worms, genannt von Dalberg († 6. Februar 1529 Worms)[41]
- Hermann Adrian von Wachtendonk (4. Januar 1666; † 3. September 1702 in Alzey), kurpfälzischer Burggraf und Oberamtmann in Alzey; Grabstein in der hiesigen Stiftskirche erhalten. Er war der Vater des kurpfälzischen Premierministers Hermann Arnold von Wachtendonk (1694–1768)
- Samuel Adler (* 3. Dezember 1809 in Worms; † 9. Juni 1891 in New York) war von 1842 bis 1857 Rabbiner der Jüdischen Gemeinde von Alzey. Er war einer der Protagonisten der liberalen Bewegung im deutschen Judentum und trat zum Beispiel für die Verwendung der deutschen Sprache im Gottesdienst und eine stärkere Beteiligung der Frauen ein. Adler ging 1857 als Rabbiner an den Temple Emanu El in New York und wurde Oberhaupt der führenden jüdischen Reformgemeinde der USA. Den Gottesdienst hielt Samuel Adler weiterhin vorzugsweise auf Deutsch. Seine Bibliothek ist weitestgehend erhalten im Hebrew Union College in Cincinnati/USA.
- Ludwig Bamberger (* 22. Juli 1823 in Mainz; † 14. März 1899 in Berlin), war Revolutionär, Bankier und Politiker. Er gehörte zu den Demokraten, die 1848 im Schlosspark von Kirchheimbolanden sich den preußischen Truppen entgegenstellten. In Abwesenheit zum Tode verurteilt, wurde Bamberger später Bankier (Gründungsmitglied der Deutschen Bank) und einer der führenden liberalen Politiker nach der Gründung des Deutschen Reiches 1871. Man bezeichnete ihn als „Vater“ der Deutschen Mark (Gründung einer unabhängigen Notenbank). Er war lange Jahre Reichstagsabgeordneter des Wahlkreises Bingen-Alzey (von 1871 bis 1893) und verheiratet mit Anna Belmont aus Alzey.
- Anton Spiehler (* 9. Januar 1795 in Bellheim; † 8. August 1867 in Speyer), war hier katholischer Kaplan, später Bischofssekretär, Geistlicher Rat und Domkapitular der Diözese Speyer, außerdem Subregens des Diözesanpriesterseminars und Summus Custos} (Oberster Hüter) des Speyerer Domes. Er gehörte dem sogenannten Mainzer Kreis an.
- Jens Lossau (* 1974 in Mainz), Schriftsteller. Lebte und arbeitete zwischen 1974 und 2015 in Alzey.
- Jens Schumacher (* 1974 in Mainz), Autor. Lebte von 1974 bis 1994 in Alzey.
- Thomas Barth (* 8. Mai 1977 in Mainz), CDU-Politiker, MdL, Ortsbürgermeister von Stadecken-Elsheim. War von 2006 bis 2017 Lehrer am Elisabeth-Langgässer-Gymnasium Alzey.

### Alzeyer Weinköniginnen
- Bärbel Janssen, 1992/1993 aus Alzey
- Wiebke Lawall, 1997/1998 und 1998/1999 aus Alzey-Weinheim
- Kerstin Stelzer, 2004/2006 aus Alzey-Heimersheim
- Katharina Matheis, 2006/2008 aus Alzey-Weinheim
- Lisa Schuckmann, 2008/2009 und 2009/2010 aus Alzey-Schafhausen
- Mareen Dörfer, 2010/2011 und 2011/2012 aus Alzey-Schafhausen
- Christina Hahn, 2012/2013 aus Alzey-Dautenheim[42]
- Natalie Weiß, 2013/2014 aus Alzey
- Rebecca Stephan, 2014/2015 aus Alzey
- Marie-Charlott Stöhr, 2015/2016 aus Alzey-Heimersheim
- Katharina Pfannebecker, 2016/2017 und 2017/2018 aus Alzey-Heimersheim[43]

## Namenspatenschaften
Der Weinbautechniker Georg Scheu benannte 1927 eine Rebsorte nach seiner Wirkungsstätte, die Perle von Alzey.
Die Lufthansa CityLine hat am 7. Dezember 2011 ein Regionalverkehrsflugzeug vom Typ Embraer 190 (Kennung D-AECH) nach der Stadt benannt.